# ジェントル久保田
ジェントル久保田（ジェントルくぼた、1978年2月2日 - ）は、日本の音楽家、俳優、司会、ナレーター。
自身がリーダーとして率いる21人編成のビッグバンド「GENTLE FOREST JAZZ BAND」で、指揮・トロンボーンを担当のほか7人編成のファンクバンド「在日ファンク」で、トロンボーン奏者として活動。近年は音楽活動と並行して俳優・司会・ナレーター業も行っている。株式会社エコーズ所属。身長163センチ、A型。

## 来歴
東京生まれ、神奈川育ち。高校卒業後、庭師を目指し住み込みで働くが断念。その後和光大学に入学、楽器経験無しでビッグバンドのサークルに加入し、トロンボーンを猛練習する。翌年ビッグバンドに加入してきた浜野謙太と親友になる。大学卒業後、眼鏡店に就職。2005年リーダーバンドGENTLE FOREST JAZZ BANDを結成、社会人バンドとして活動する。2007年浜野謙太の誘いで在日ファンクにトロンボーン奏者として加入。在日ファンクとGENTLE FOREST JAZZ BANDの活動を並行、多忙となった2010年に眼鏡店を退職。プロとして活動する決意をする。2014年6月13日、在日ファンクが日本コロムビアからメジャー・デビューを発表。同年、RêveurTV-CMにGENTLE FOREST JAZZ BANDで出演、指揮者のキャラクターが注目され、2015年キリンMetsTV-CMに単独出演した。

## 人物
通称「踊る指揮者」。踊るように指揮をする個性的な指揮者のキャラクターが特徴。ディジー・ガレスピー、カウント・ベイシー、デューク・エリントン、スパイク・ジョーンズ等に影響を受けたというエンターテイナーとしての姿勢とキャラクターづくりが、俳優・司会・ナレーター業にも活かされている。世代が上の音楽ファンから、スマイリー小原/トニー谷の真似と評される事もあったが、むしろその事で小原や谷を知って研究した。趣味は掃除。おしゃれはアイビー調。好きな食べ物はバナナジュース。2014年3月15日に結婚。2016年11月28日に男児が誕生。

## ディスコグラフィー

### GENTLE FOREST JAZZ BAND
|                          | 発売日     | タイトル                                          |
| ------------------------ | ---------- | ------------------------------------------------- |
| 1st Album                | 2010.04.25 | 「だけど今夜はビッグバンド」                      |
| 1st 配信Album            | 2011.10.19 | 「だけど今夜はビッグバンド」                      |
| 1st 配信Single           | 2011.10.19 | 「エンド・ル・マネー」                            |
| 2nd Album 先行配信Single | 2012.05.30 | 「おとこって おとこって」by GENTLE FOREST SISTERS |
| 2nd Album                | 2012.06.27 | 「ハイ・プレゼント」                              |
| 3rd Album                | 2015.03.25 | 「スリリング・ザ・バンド」                        |
| 4th Album                | 2018.01.24 | 「GFJB」                                          |
| 5th Album                | 2020.03.04 | 「GENTLEMAN's BAG」                               |
| 6th Album                | 2025.05.22 | 「Nice Big Band」                                 |

### GENTLE FOREST 5 & GENTLE FOREST SISTERS
|                | 発売日     | タイトル                 |
| -------------- | ---------- | ------------------------ |
| 1st Mini Album | 2013.05.08 | 「ファイブ＆シスターズ」 |
| 2nd Mini Album | 2017.01.04 | 「MINI HOUSE」           |

### 在日ファンク
|                  | 発売日     | タイトル                                                 | 備考                     |
| ---------------- | ---------- | -------------------------------------------------------- | ------------------------ |
| Album            | 2010.01.06 | 「在日ファンク」                                         |                          |
| TSUTAYA限定Album | 2011.08.24 | 「ベスト・オブ・在日ファンク〜覗いてごらん見てごらん〜」 |                          |
| Album            | 2011.09.07 | 「爆弾こわい」                                           |                          |
| Mini Album       | 2012.10.03 | 「連絡」                                                 |                          |
|                  | 2013.05.02 | 「はじめての在日ファンク・アワーLIVE in SHIBUYA」        | CD+DVD                   |
| Album            | 2014.09.03 | 「笑うな」                                               | メジャーデビューアルバム |
| Album            | 2016.05.11 | 「レインボー」                                           |                          |
| Album            | 2018.11.21 | 「再会」                                                 |                          |
| Album            | 2023.11.01 | 「在ライフ」                                             |                          |

## 出演

### CM

#### GENTLE FOREST JAZZ BAND
- 2014年2月7日　レヴールTVCM
  - 「Rêveur Big Band 長澤まさみ篇」
  - 「Rêveur Big Band 石原さとみ篇」
  - 「Rêveur Big Band 戸田恵梨香篇」（ジャパンゲートウェイ）

#### 単独出演
- 2014年2月　ほけんの窓口 TVCM「新婚子育て家族編」窓口相談員役（ほけんの窓口グループ）
- 2015年3月3日　キリンメッツ TVCM「ジェントル久保田篇」（キリンビバレッジ）。
  - このCMシリーズでは他にAyaBambi、織田信成、セイジ（ギターウルフ）、でんぱ組.inc、TEMPURA KIDZらが起用された[4]。
- 2024年1月　スカパーJSAT TVCM「スカパージェイサッ子　名刺で営業篇」

#### WEB CM
- 2023年3月1日　三井住友銀行（SMBC）Olive　（全６話）北村匠海と共演

### TV番組

#### GENTLE FOREST JAZZ BAND
- ＜祝!2020東京決定SP＞スポーツ衝撃の生対決と伝説の名場面で最高のおもてなし（2013年12月31日　フジテレビ）
- 「木曜8時のコンサート」（2015年2月5日　テレビ東京）
- 「美の壺」に出演(2022年4月2日 NHK)
- 「木村多江の、いまさらですが…」(2024年1月29日 NHK)

#### 在日ファンク
- ウレロ☆未完成少女 第7話（2012年8月31日　テレビ東京） - 警察官 役[5]
- ウレロ☆未体験少女 第6話（2014年2月14日　テレビ東京） - クマールファンク（バンドマン）役 [6]

### MV

#### GENTLE FOREST JAZZ BAND
| 公開日     | 監督     | タイトル                                   |
| ---------- | -------- | ------------------------------------------ |
| 2010.04.14 |          | ファーストアルバム発売！                   |
| 2011.10.17 | 渋江修平 | エンド・ル・マネーPVフルヴァージョン       |
| 2012.06.12 | 渋江修平 | 「おとこって おとこって」Music Video       |
| 2015.03.08 | 渋江修平 | 3rd アルバム 「スリリング・ザ・バンド」 MV |

#### 単独出演
| 公開日     | 監督     | タイトル                           |
| ---------- | -------- | ---------------------------------- |
| 2012.09.19 | 渋江修平 | 東京ローカル・ホンク「カミナリ」MV |
| 2013,04.09 | 渋江修平 | マルハニチロ宇都宮工場紹介VTR      |

#### 在日ファンク
| 公開   | タイトル                   |
| ------ | -------------------------- |
| 2009年 | 「きず」                   |
| 2010年 | 「京都」、「環八ファンク」 |
| 2011年 | 「爆弾こわい」             |
| 2012年 | 「嘘」                     |
| 2014年 | 「根に持ってます」         |
| 2015年 | 「せいたく」               |
| 2016年 | 「それぞれのうた」         |
|        | 「ぬるまゆファンク」       |
|        | 「ぽいぽい」               |
| 2018年 | 「或いは」                 |
| 2019年 | 「おかんむり」             |
| 2024年 | 「おすし」                 |

### 舞台

#### GENTLE FOREST JAZZ BAND
- 東京03
  - 第13回単独公演 「図星中の図星」特別公演 （2012年3月24日,25日）
  - 第14回単独追加公演 「後手中の後手」 （2012年10月14日）
  - 10周年記念 悪ふざけ公演「タチの悪い流れ」 （2013年9月19日〜23日）
  - FROLIC A HOLIC ラブストーリー「取り返しのつかない姿」（2015年6月4日〜7日）
  - 東京03 FROLIC A HOLIC 「何が格好いいのか、まだ分からない。」(2018年2月22日〜25日)

#### 在日ファンク
- 「室温～夜の音楽～」（2022年6月25日 - 7月10日、東京・世田谷パブリックシアター / 7月22日-24日、兵庫県立芸術文化センター 阪急中ホール）[7]

### DVD

#### GENTLE FOREST JAZZ BAND
- 2013.03.27　第14回東京03単独公演「後手中の後手」
- 2014.03.26　東京03 10周年記念 悪ふざけ公演「タチの悪い流れ」

#### 在日ファンク
- 2013.05.02　はじめての在日ファンク・アワー LIVE in SHIBUYA
- 2015.05.06　在日ファンク/ LIVE at EX THEATER ROPPONGI 2014
- 2015.06.10　「舞台ウレロ☆未解決少女」DVD&Blu-ray

### ナレーション
- 激落ちくん「日本全国激落ち祭り」（レック）

### ラジオ
- 2020年9月15日FM桐生「The Village Voice」に出演
- 2020年10月22日ラジオ日本「Chuning Candy Tune Up Party!!」-ゲスト出演
- ラジオ日本「オトナのJAZZ TIME」
  - 2020年11月21日ゲスト出演
  - 2021年4月度パーソナリティ
  - ツキイチパーソナリティとして出演(2021年7月31日、2022年01月30日、04月30日、07月30日、10月29日、2023年01月28日、07月29日、10月28日、2024年10月26日、2025年1月25日放送回)
  - オトジャズファミリーとして出演(2022年12月31日、2024年12月28日放送回)
- 2024年6月5日ラジオ日本「SWEET!」–ゲスト出演
- 2024年6月18日ラジオNIKKEI第1「エレマガラジオDX」–ゲスト出演
- 2025年2月14日TBSラジオ「金曜ボイスログ」–ゲスト出演

### インターネットラジオ
- Podcast“オオギナステーション”『ジェントル久保田の校長先生』コーナー（不定期）[8]

### 雑誌
- ミュージックマガジン 2012年8月号「GENTLE FOREST JAZZ BAND」（インタビュー・文/池田尚志）
- Gentle Forest Jazz Bandインタビュー ふざけているのではない。指揮者が指揮をしない理由（2015年5月11日 CINRA.NET）
- 祝結成10周年! ジェントル久保田に訊くGFJBのこれまでとこれから（2015年8月18日 OTOTOY）
- KOBE JAZZ PEOPLE ジェントル久保田インタビュー（取材日：2015年2月16日）
- 「在日ファンク」Web 限定インタビュー（取材日：2014年9月3日 MEG）

### 書籍
サックス＆ブラス・マガジン volume31「ジェントル久保田（GENTLE FOREST JAZZ BAND）の 入門！素晴らしきビッグバンドの世界」（2014.05.28発売　リットーミュージック）